# 色棱 (乌珠穆沁部)
色棱（？—1671年），博尔济吉特氏，清朝蒙古王公，乌珠穆沁部人。博迪大汗曾孙，翁衮都喇尔之孙，绰克图之子，多尔济的侄子，林丹汗的从叔祖父。
色棱开始号称额尔德尼台吉，崇德二年（1637年），率长子敦多布、次子额尔克奇塔特等归顺清朝。崇德三年（1638年）从征喀尔喀蒙古。崇德六年派敦多布、塔布囊奇塘等向皇太极献驼马貂皮。顺治三年（1646年），封札萨克多罗贝勒（乌珠穆沁左翼旗），保留额尔德尼之号。